# Dong-Son-Trommel

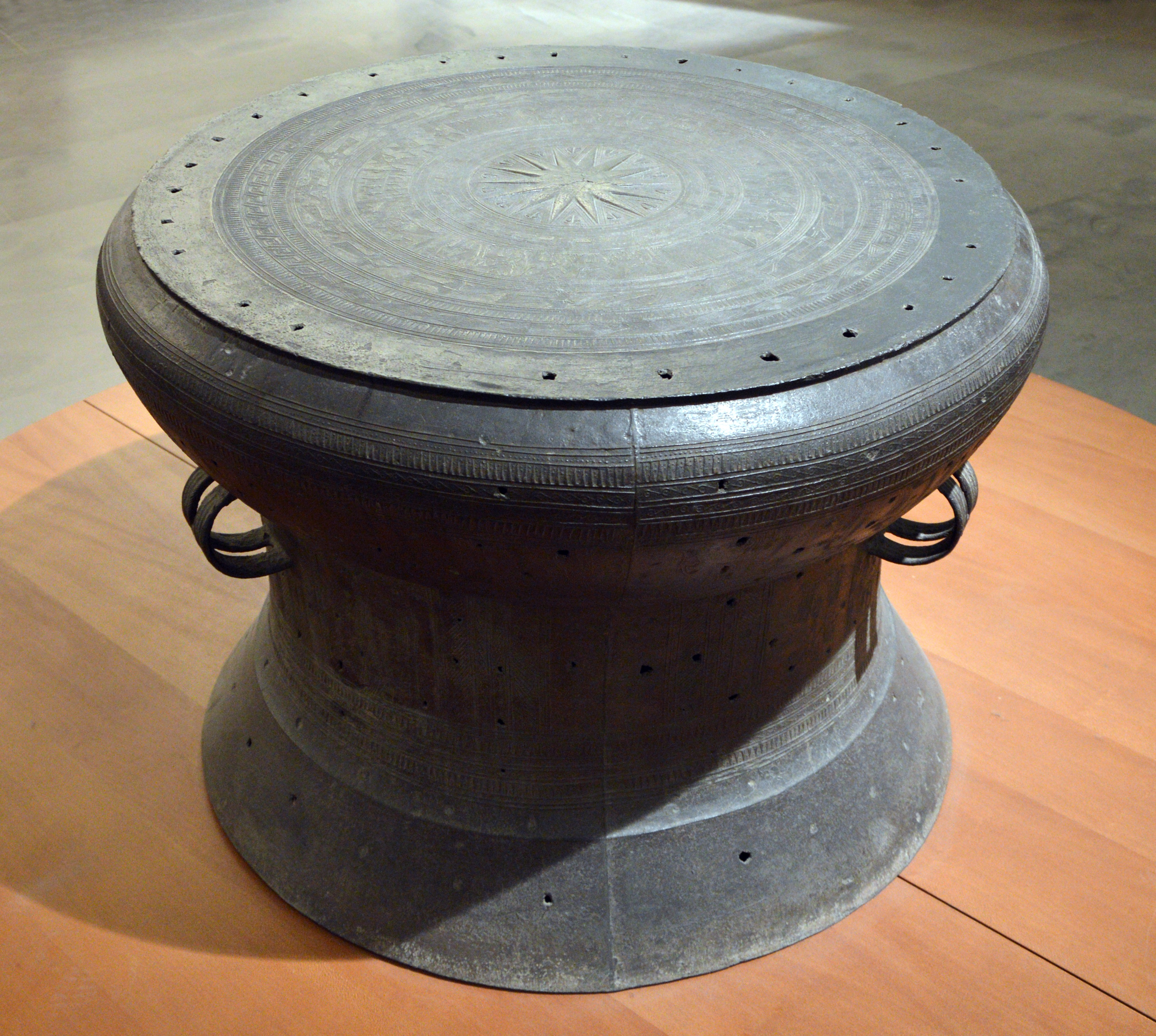
Dong-Son-Trommel aus Vietnam (Mitte des 1. Jahrtausends v. Chr.)

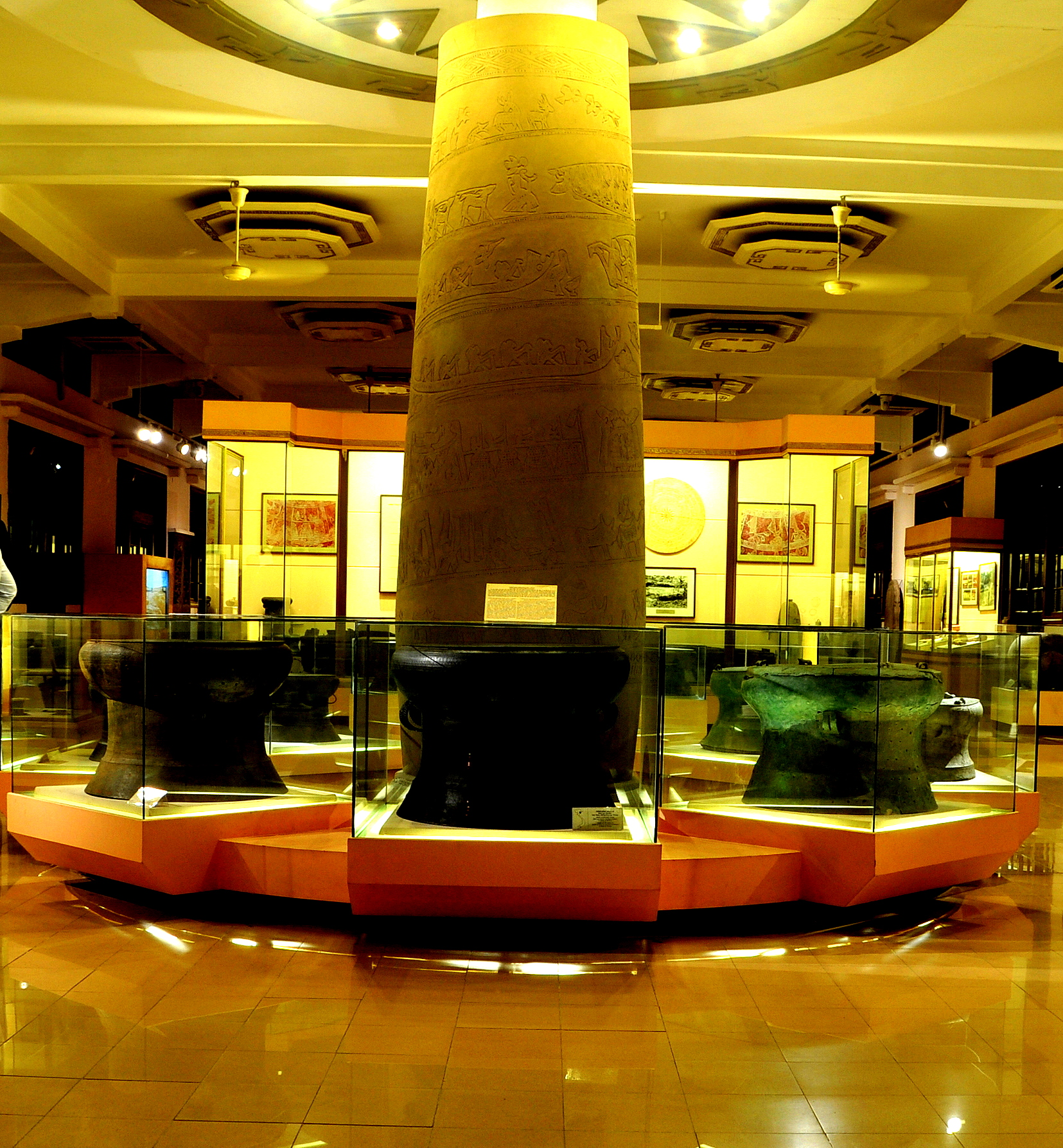
Nationalmuseum für Geschichte in Hanoi

Dong-Son-Trommeln gelten als die größten und besonders symbolträchtigen Bronzeartefakte der Dong-Son-Kultur, die von etwa 400 v. Chr.–50 n. Chr. im nördlichen Vietnam bestand.

## Allgemeines
Die weite Verbreitung dieser Bronzetrommeln bzw. Kesselgongs über große Teile Südostasiens bis nach Neuguinea wurde in der Vergangenheit immer wieder dem weitreichenden Handel zugeschrieben. Allerdings muss man heute konstatieren, dass diese für die nordvietnamesischen und südchinesischen Träger der Dong-Son-Kultur das zentrale Symbol ihrer Identität und damit niemals „Ware“ waren. Ihre Verbreitung datiert nach 100 v. Chr. und ist offenbar das Zeugnis einer großen Fluchtbewegung der Dong-Son-Oberschicht nach Süden über das südostasiatische Festland bis zu verschiedenen Inseln der Region, die durch die Ausdehnung des Han-Reiches über Nordvietnam hinweg am Ende des 2. Jahrhunderts v. Chr. verursacht wurde. Allein aus Vietnam sind ca. 300 frühe Dong-Son-Trommeln bekannt. Auf den Inseln des Malaiischen Archipels entdeckte man etwa 20 Exemplare, beispielsweise 2015 in Osttimor eine besonders gut erhaltene Dong-Son-Trommel mit 80 kg Gewicht und einem geschätzten Alter von 2000 Jahren. Die am weitesten östlich gefundenen Exemplare entdeckte man auf der Vogelkop-Halbinsel Neuguineas. Spätere Kulturen von der Inneren Mongolei bis in den Osten Indonesiens übernahmen die Idee der Bronzetrommeln. Beispiele dafür sind die Froschtrommeln der Karen oder die Mokos von den Kleinen Sundainseln.
Kleine Modelle von Trommeln aus Ton oder Bronze wurden – wie auch viele der großen Trommeln – als Grabbeigabe verwendet.
Kulturelle Bedeutung haben die Trommeln noch in der vietnamesischen Provinz Hà Giang, wo sie als Familienerbe in Dörfern auf dem Land aufbewahrt werden.
Eine der größten Sammlungen von Bronzetrommeln findet sich im Nationalmuseum für Geschichte in Hanoi.

## Aussehen und Einteilung
Die Dong-Son-Trommel haben eine bauchige Form und zeigen eine sternförmige Gravur im Zentrum der Trommelfläche (Tympanum). Dazu kommen geometrische Muster und Darstellungen von Seelenschiffen, mit denen die Verstorbenen ins Jenseits gelangen sollen, Häusern, Säugetieren, Fischen und Menschen. Bei manchen Exemplaren sitzen vier Frösche auf der Trommel. Miniaturtrommeln haben zusätzlich einen Öse in der Mitte der Trommelfläche, die offenbar zum  Aufhängen diente.
Der Ethnologe Franz Heger unterteilte 1902 die Dong-Son-Trommeln in vier verschiedene Typen, wobei die Trommeln vom Heger Typ I (HI) die älteste Form von Bronzetrommeln in Vietnam repräsentieren und aus der Dong-Son-Periode selbst stammen. Die Unterscheidung wird anhand von Form und Dekoration getroffen. Der vietnamesische Wissenschaftler Pham Huy Thong unterteilte 1990 diesen Typ I nach chronologischen Gesichtspunkten nochmals in fünf Untergruppen. Zur ältesten Gruppe A gehören große Trommeln mit einer komplizierten Verzierung. Die Trommeln der Gruppe B sind kleiner und haben als Hauptmotiv eine Gruppe von fliegenden Wasservögeln auf dem „Trommelfell“ und dem Klangkörper. Gefiederte Krieger finden sich bei der Gruppe C als zentrales Element des „Trommelfells“, umrahmt von einer Gruppe von fliegenden Wasservögeln. Froschfiguren sitzen um den Rand des „Trommelfells“. Der Klangkörper der Trommel ist mit Booten und geometrischen Mustern dekoriert. Auch andere vietnamesische Wissenschaftler unterteilten den Heger Typ I nach unterschiedlichen Gesichtspunkten, da dies der Typ war, der hauptsächlich im Norden Vietnams gefunden wurde.
Chinesische Wissenschaftler kritisierten Hegers System seit den 1950er Jahren, da sie der Ansicht waren, dass Heger nicht genügend Exponate zur korrekten Einteilung zur Verfügung hatte. Sie stellten das System um, vor allem was die chronologische Reihenfolge betraf. Nach diesen Systemen waren die Trommeln des ursprünglich Heger Typ II die ältesten. Es ist auffällig, dass Trommeln des Heger Typs II vor allem in der chinesischen Provinz Guangxi gefunden wurden und deren Dekorationen solchen von der Zentralebene Chinas ähnelten, was bei vietnamesischen Wissenschaftlern zu Kritik führte. Das Museum des chinesischen Yunnans blieb indes bei der Reihenfolge Hegers. Nachdem Mitte der 1970er Jahre in Südostchina zahlreiche Trommeln vom Typ Heger I gefunden wurden, teilweise sogar archaischer, als jene in Vietnam, kehrten auch chinesische Wissenschaftler zur Chronologie Hegers zurück, mit dem Unterschied, dass die neuentdeckten Wanjiaba-Trommeln als die ältesten klassifiziert wurden. Demnach wäre die Präfektur Chuxiong in Yunnan der Ursprung der Bronzetrommeln Südostasiens.
In Vietnam galt lange Zeit der Fund einer Bronzetrommel im Bootsgrab von Viet Khe, Provinz Hai Phong, mit einer Radiokarbondatierung von Holzproben des Bootes von 800–400 v. Chr. als ältester Trommelfund und durchaus ähnlich alt wie die Wanjiaba-Trommeln. Neue Radiokarbondaten und eine typologische Untersuchung der zahlreichen Bronzebeigaben chinesischer Herkunft in dem Bootsgrab von Viet Khe bezeugen eine Datierung dieses Grabes frühestens in das 3. Jahrhundert v. Chr.